# 角冠黄鹌菜
角冠黄鹌菜（学名：Youngia cristata）为菊科黄鹌菜属下的一个种。

## 扩展阅读
- 維基物種上的相關：角冠黄鹌菜